# Zařízení pro bezpečnost jaderných bomb
Zařízení pro bezpečnost jaderných bomb se používají v jaderných bombách proti nechtěnému výbuchu. Jde o různá zařízení, která se pro maximální bezpečnost kombinují. Některá se kvůli nepraktičnosti dnes již nepoužívají. Pokud jsou tato zařízení kvalitní, nehrozí žádný nechtěný jaderný výbuch.

## Dvoubodová bezpečnost
Dvoubodová bezpečnost je standardem dnešních jaderných bomb. Nachází se u dvoubodově iniciované imploze. První takovou bombou, která používala dvoubodovou bezpečnost, byla bomba Swan (test Redwing Inca, 1956). Při náhodné iniciaci trhaviny (například při pádu letadla) se štěpný materiál dostatečně nestlačí, což znamená, že se nedostane do nadkritického množství a bomba tedy nemůže explodovat. Jedinou možností je iniciace 2 bodů k tomu určených ve správnou dobu. V roce 1955 a 1956 se tato bezpečnost testovala v operaci Project 56, kde byly 4 testy, ze kterých 3 byly úspěšné a čtvrtý explodoval s nízkou sílou. Tato bezpečnost se nachází například v hlavicích W87 nebo W88.

## Necitlivá trhavina
V dnešních jaderných bombách je důležitou součástí necitlivá trhavina. To je taková trhavina, pro kterou je potřeba silný podnět k iniciaci. V případě, že silný podnět bude, trhavina exploduje spolehlivě. Negativní stránkou těchto necitlivých trhavin je to, že nedosahují takových výkonů, jakých dosahují trhaviny, které jsou více citlivé. Jako necitlivé trhaviny se používají trhaviny typu PBX s hlavní složkou triaminotrinitrobenzenem (TATB). Necitlivá trhavina se nachází například v hlavici W87. Hlavice, které nemají necitlivou trhavinu (například W78, která má trhavinu na bázi oktogenu) jsou považovány za nebezpečné. Nutno podotknout, že USA mají ve výzbroji velké množství hlavic, které neobsahují necitlivou trhavinu.

## Iniciace generátorem neutronů
V jaderných bombách modernější konstrukce je iniciace řešena generátorem neutronů, zatímco ve starších bombách byl neutronový iniciátor. Při detonaci výbušnin se nadkritické množství udrží pouze po krátkou dobu, pokud v tu dobu generátor neutronů nevygeneruje neutrony, je velmi pravděpodobné, že bomba neexploduje. U bomb, které nemají tento pojistný systém, se neutronový iniciátor iniciuje za každých podmínek. To znamená, že dojde k jadernému výbuchu (byť třeba malému). Nutno podotknout, že i malý jaderný výbuch vytvoří radioaktivní záření, které je smrtelné na vzdálenost několika stovek metrů.

## Generátor neutronů neustále generující neutrony
Tato bezpečnost se nachází spíše ve starších bombách. Funguje tak, že v bombě je generátor neutronů, který neustále generuje neutrony. Pokud se trhavina v bombě iniciuje, štěpný materiál se nedostane do vysoce nadkritického množství, protože se iniciuje v nízko nadkritickém množství a tedy bomba exploduje pouze s velmi malou silou.

## Naplnění jádra látkou pohlcující neutrony
Jedná se spíše o starší zařízení. Bylo použito třeba v testu bomby Ivy King předtím, než se bomba odjistila a byla svržena. Funguje tak, že látka pohlcující neutrony zvyšuje kritické množství. Pokud trhavina v bombě exploduje, štěpný materiál se nedostane do nadkritického množství a tedy bomba neexploduje. V testu Ivy King toto bylo řešeno řetězem z boru a hliníku, který se před detonací vyjmul a bomba mohla být odpálena.

## Naplnění jádrainertní látkou
Též je to starý bezpečnostní systém. Je například v anglických hlavicích Green Grass. Nejčastěji se jedná o ocelové kuličky. Bomby tohoto typu mají jádro jako tenkou vrstvu štěpného materiálu obalenou odražečem neutronů. Pokud trhavina náhodně exploduje, štěpný materiál se nemůže zformovat do koule, protože tam budou překážet ocelové kuličky, tedy nedojde k žádné štěpné reakci. V průběhu odjišťování se jednoduše kuličky vysypou a bomba se může odpálit.

## Napuštění/vypuštění směsi deuteria a tritia u bomby posílené termonukleární fúzí
Posílení termonukleární fúzí funguje tak, že se do jádra bomby dá směs deuteria a tritia, která se zapálí jaderným výbuchem (stačí ekvivalent několik stovek tun TNT) a vyrobí velké množství neutronů, které budou mít vysokou energii a budou štěpit uran nebo plutonium v bombě. Posílení více než zdvojnásobuje sílu jaderné bomby. Bezpečnostním zařízením je to, že deuterium a tritium se do jádra napustí až v průběhu odjišťování. Tento bezpečnostní systém se musí kombinovat s jinými, protože bomba by i neodjištěná mohla explodovat s poměrně vysokou sílou.